# Драби (Польща)
Драби (пол. Draby) — село в Польщі, у гміні Дзялошин Паєнчанського повіту Лодзинського воєводства.
У 1975-1998 роках село належало до Серадзького воєводства.